# アライシュ州
アライシュ州（アライシュしゅう、フランス語: Province de Larache、アラビア語: إقليم العرائش）は、 タンジェ＝テトゥアン＝アル・ホセイマ地方の西部に位置する州。ララシェ州とも表記されることもある。

## 地理
西は大西洋に面している。北西はタンジェ＝テトゥアン＝アル・ホセイマ地方のタンジェ＝アシラー県、北東はテトゥアン州、南東はシャウエン州、南はラバト＝サレ＝ケニトラ地方のケニトラ州に隣接している。
西部は平野が広がっているが、東部はリフ山脈に囲まれている。また、海岸部には砂丘が形成されている。森林面積は66,070ha。

### 気候
ケッペンの気候区分で地中海性気候(Csa)に区分される。平均年間総雨量は約630mm。

## 人口
2020年のアライシュ州の人口は509,283人と推定される。都市人口は54.36%の276,849人。

2004年の国勢調査では89,944世帯の472 ,386人、2014年の国勢調査では107,357世帯の496,687人であり、10年での人口増加率は5.14%。

## 経済・産業
アライシュ州の主な産業は農業である。全国の農産物の生産量の30%をアライシュ州が占めている。全国の砂糖生産量の15%、野菜生産量の7%をアライシュ州が占めている。そのためにアライシュ州の経済は農産物を中心とした経済であり、州内には製粉工場や製糖工場などが存在する。またアライシュ州はタンジェ＝テトゥアン＝アル・ホセイマ地方で唯一の糖料作物の農地がある。

### 産業別データ[3]
- 農業 - 2015年時点のアライシュ州の農地の広さは141,807haである。灌漑率は14.0%である。
  - 穀物 - 農地の62.76%の89,000haを占める。収穫量は166,160トン。パンコムギが42.56%の70,710トンを占め、続いてデュラムコムギの39.02%の64,840トンが占める。
  - 果物 - 農地の25.73%の36,494haを占める。収穫量は3,649トン。そのうち90.34%の3,297トンがオリーブである。
  - マメ科 - 農地は9.07%の12,900haを占める。収穫量は10,970トンうちヒヨコマメが57.52%の6,310トンである。
  - 野菜 - 野菜の農地は7.09%の10,038haを占める。収穫量は275,748トンでうちジャガイモが56.44%の155,640トンを占める。
  - 油料作物 - 農地は5,880haを有する。生産量は14,637トン。うちラッカセイが97.43%の14,261トン、残りの376トンがヒマワリである。
- 糖料作物 - 農地は217,700ha。これは全国の加工用農産物の農地の約30%を占める。収穫量は258,700トン。うちテンサイが61.86%の160,030トン、サトウキビが38.14%の98,670トン。
- 畜産 - 2016年の赤肉の生産量は1925トン。うち牛肉が83%、次いで羊肉が13%、次いでヤギ肉が約4%を占める。州内には42ヶ所の鶏の生育施設があり、最大で678,100羽を収容できる。
- 漁業 - 2016年時点で約3,171人が漁業に務めており、漁獲量は10,196トンであった。
- 工業 - 州内には63工場が存在する。うち農産物加工が25、金属工場が16、化学工場が15工場存在する。これらの工場は11,807人の雇用を創出している。収益は約22億6641万モロッコ・ディルハムである。
- 観光業 - 2016年時点でアライシュ州には1,336人を収容できる43のホテルが営業している。2016年の年間泊数は12,042泊だった。

## 交通

### 道路
2016年のシャウエン州の公道の総延長は445.75Km。内訳は州道が221.1Km、地方道が118Km、国道が62.25Km。高速鉄道が44.7Km。

#### 高速道路
- オートルート A5 - 大西洋と平行して走る高速道路。

#### 国道
- 国道1号線 - アライシュ州北西部からアライシュ付近までオートルート A5と平行して走り、その後はクサル・アルケビール（英語版）を経由してラバト＝サレ＝ケニトラ地方へ

## 教育
2014年の国勢調査によると、アライシュ州の10歳以上の識字率は63.5%である。
2017年時点の各施設数:
- 幼児教育 - 177施設
- 初等教育 - 167校
- 前期中等教育 - 39校
- 後期中等教育 - 21校
- 大学 - アブドマラク アル・サイード大学（英語版）など

## 行政区画[4][3]

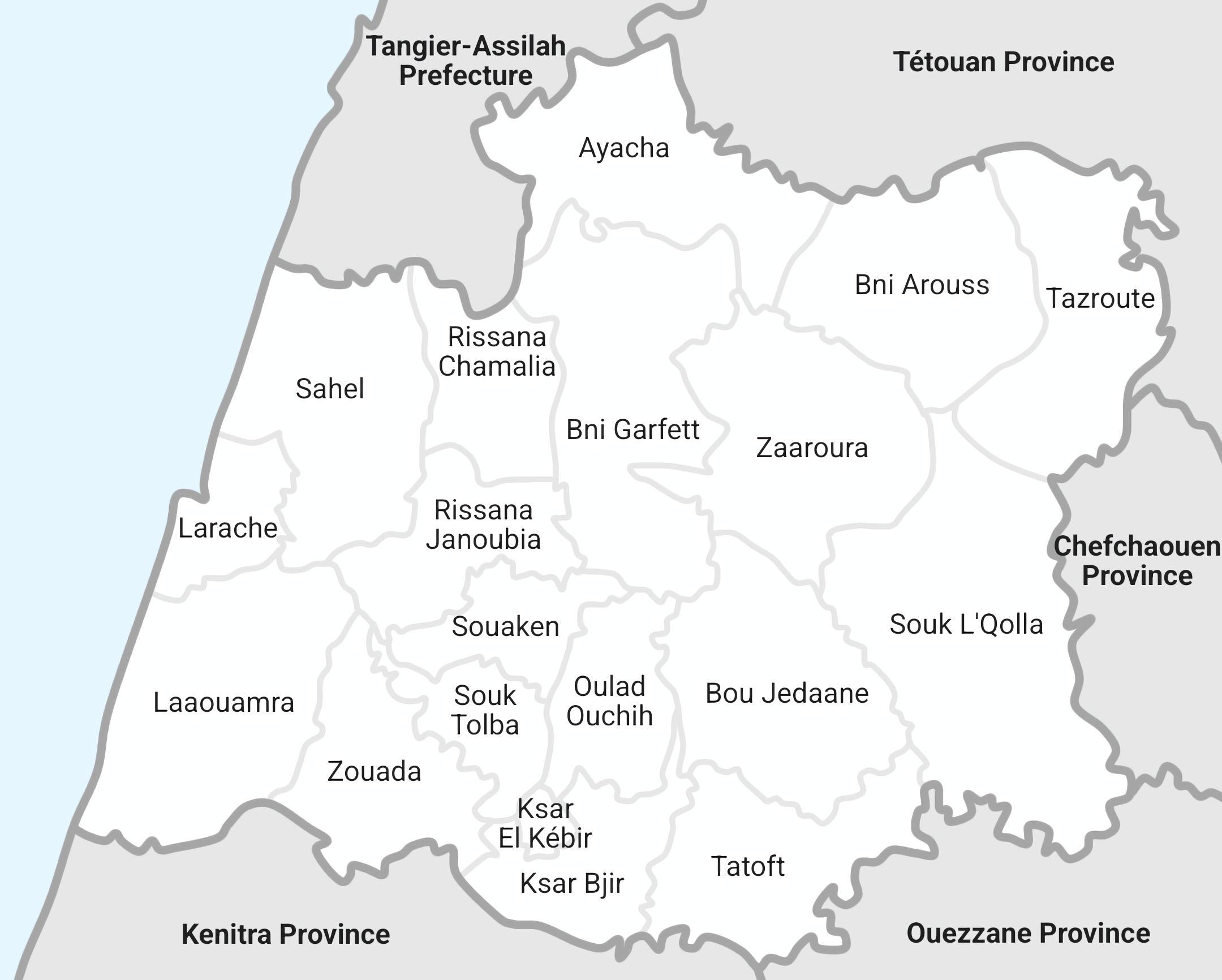
アライシュ州の行政区画

アライシュ州は2都市コミューンと17田舎コミューンの合計19コミューンから構成されている。
| 区画コード    | 名称             | アラビア語      | 種類           | Caidats      | Cercles                      | 人口 (2014年) | 備考 |
| ------------- | ---------------- | --------------- | -------------- | ------------ | ---------------------------- | ------------- | ---- |
| 01.331.01.03. | アライシュ       | العرائش         | 都市コミューン |              |                              | 126,617       | 州都 |
| 01.331.01.01. | Ksar El Kébir    | القصرالكبير     | 都市コミューン |              |                              | 125,008       |      |
| 01.331.07.05. | Laaouamra        | العوامرة        | 田舎コミューン | Laaouamra    | Loukous                      | 40,605        |      |
| 01.331.07.17. | Zouada           | زوادة           | 田舎コミューン | Sidi Salama  | Loukous                      | 23,223        |      |
| 01.331.07.03. | Ksar Bjir        | قصر بجير        | 田舎コミューン | Sidi Salama  | Loukous                      | 16,308        |      |
| 01.331.07.01. | Bou Jedaane      | بوجديان         | 田舎コミューン | Tatoft       | Loukous                      | 11,166        |      |
| 01.331.07.15. | Tatoft           | تطفت            | 田舎コミューン | Tatoft       | Loukous                      | 9,527         |      |
| 01.331.07.11. | Souk L'Qolla     | سوق القلة       | 田舎コミューン | L'Qolla      | Loukous                      | 14,965        |      |
| 01.331.09.01. | Ayacha           | عياشة           | 田舎コミューン | Ayacha       | Moulay Abd Salam Ben Mchiche | 7,335         |      |
| 01.331.09.03. | Bni Arouss       | بني عروس        | 田舎コミューン | Bni Arouss   | Moulay Abd Salam Ben Mchiche | 8,193         |      |
| 01.331.09.13. | Tazroute         | تازروت          | 田舎コミューン | Bni Arouss   | Moulay Abd Salam Ben Mchiche | 5,974         |      |
| 01.331.09.05. | Bni Garfett      | بني كرفط        | 田舎コミューン | Bni Garfett  | Moulay Abd Salam Ben Mchiche | 12,994        |      |
| 01.331.09.15. | Zaaroura         | زعرورة          | 田舎コミューン | Bni Garfett  | Moulay Abd Salam Ben Mchiche | 10,137        |      |
| 01.331.11.11. | Sahel            | الساحل          | 田舎コミューン | Khémis Sahel | Oued El Makhazine            | 17,496        |      |
| 01.331.11.07. | Rissana Chamalia | ريصانة الشمالية | 田舎コミューン | Rissana      | Oued El Makhazine            | 12,484        |      |
| 01.331.11.09. | Rissana Janoubia | ريصانة الجنوبية | 田舎コミューン | Rissana      | Oued El Makhazine            | 16,366        |      |
| 01.331.11.03. | Oulad Ouchih     | أوالد أوشيح     | 田舎コミューン | Tolba        | Oued El Makhazine            | 12,608        |      |
| 01.331.11.12. | Souaken          | السواكن         | 田舎コミューン | Tolba        | Oued El Makhazine            | 12,632        |      |
| 01.331.11.13. | Souk Tolba       | سوق الطلبة      | 田舎コミューン | Tolba        | Oued El Makhazine            | 13,049        |      |